# Go Ahead in het seizoen 1966/67
Het seizoen 1966/1967 was het 13e jaar in het bestaan van de Deventerse betaaldvoetbalclub Go Ahead. De club kwam uit in de Eredivisie en eindigde daarin op de vijfde plaats. Tevens deed de club mee aan het toernooi om de KNVB Beker, hierin werd in de halve finale, na verlenging, verloren van Ajax (1–2).

## Wedstrijdstatistieken

### Eredivisie
|       | ADO   | Ajax  | DOS   | DWS   | Elinkwijk | Feijenoord | Fortuna '54 | GVAV  | MVV   | NAC   | PSV   | Sittardia | Sparta | Telstar | FC Twente '65 | Willem II | Xerxes |
| ----- | ----- | ----- | ----- | ----- | --------- | ---------- | ----------- | ----- | ----- | ----- | ----- | --------- | ------ | ------- | ------------- | --------- | ------ |
| Thuis | 1 – 1 | 2 – 3 | 5 – 0 | 1 – 0 | 0 – 1     | 1 – 0      | 4 – 0       | 1 – 1 | 3 – 0 | 0 – 0 | 1 – 0 | 4 – 0     | 2 – 4  | 0 – 2   | 1 – 0         | 2 – 0     | 2 – 0  |
| Uit   | 1 – 1 | 4 – 0 | 3 – 0 | 2 – 1 | 1 – 2     | 2 – 1      | 1 – 1       | 1 – 3 | 0 – 2 | 2 – 4 | 0 – 1 | 2 – 1     | 1 – 0  | 3 – 3   | 1 – 3         | 0 – 3     | 1 – 0  |

### KNVB Beker
| 1e ronde                                    | GVAV                    | 0 – 3 (0 – 2)                      | Go Ahead                                                     |
| 2 april 1967 Plaats: Groningen Oosterpark   |                         |                                    | 23' Wietse Veenstra 35' (e.d.) Piet Fransen 84' Peter Ressel |
| 2e ronde                                    | Go Ahead                | 1 – 0 (0 – 0)                      | Sparta                                                       |
| 7 mei 1967 Plaats: Deventer Vetkampstraat   | Gerard Somer 82' (pen.) |                                    |                                                              |
| Kwartfinale                                 | RCH                     | 0 – 1 (0 – 0)                      | Go Ahead                                                     |
| 18 mei 1967 Plaats: Heemstede Sportparklaan |                         |                                    | 72' Oeki Hoekema                                             |
| Halve finale                                | Go Ahead                | 1 – 2 (0 – 1, 1 – 1) Na verlenging | Ajax                                                         |
| 28 mei 1967 Plaats: Deventer Vetkampstraat  | Jan Boekestein 54'      |                                    | 35' Henk Groot 100' Johan Cruijff                            |

### International Football Cup
| Groepsfase                                            | US Foggia                                                                       | 0 – 1 (0 – 0)    | Go Ahead                                                                        |
| 29 mei 1966 Plaats: Foggia Pino Zaccheriastadion      |                                                                                 | Wedstrijdverslag | 87' Gerard Wüstefeld                                                            |
| Groepsfase                                            | FC Sion                                                                         | 2 – 4 (1 – 2)    | Go Ahead                                                                        |
| 4 juni 1966 Plaats: Sion Stade de Tourbillon          | André Bosson 19' (pen.), 90'                                                    | Wedstrijdverslag | 24', 46' Gerard Wüstefeld 32' Pleun Strik 83' Peter Ressel                      |
| Groepsfase                                            | Go Ahead                                                                        | 3 – 2 (3 – 0)    | Tilleur FC                                                                      |
| 11 juni 1966 Plaats: Deventer Vetkampstraat           | Jan Boekestein 13', 43' Gerrit Niehaus 23'                                      | Wedstrijdverslag | 48', 74' Jean-Paul Colonval                                                     |
| 1e ronde                                              | Tilleur FC                                                                      | 0 – 8 (0 – 2)    | Go Ahead                                                                        |
| 18 juni 1966 Plaats: Tilleur Buraufossestadion        |                                                                                 | Wedstrijdverslag | 36', 59', 89' Wietse Veenstra 42', 49' Gerrit Niehaus 69', 72', 75' Cor Adelaar |
| Groepsfase                                            | Go Ahead                                                                        | 2 – 0 (1 – 0)    | US Foggia                                                                       |
| 26 juni 1966 Plaats: Deventer Vetkampstraat           | Cor Adelaar 24' Nico van Zoghel 80'                                             | Wedstrijdverslag |                                                                                 |
| Groepsfase                                            | Go Ahead                                                                        | 6 – 4 (2 – 2)    | FC Sion                                                                         |
| 2 juli 1966 Plaats: Deventer Vetkampstraat            | Jan Boekestein 2' Cor Adelaar 11', 56', 72' Dick Schneider 46' Gerard Somer 61' | Wedstrijdverslag | 22', 25', 85' Joseph Antonelli 78' Jean-Michel Elsig                            |
| Kwartfinale                                           | TJ Internacional Slovnaft Bratislava                                            | 3 – 0 (1 – 0)    | Go Ahead                                                                        |
| 27 september 1966 Plaats: Bratislava Štadión Pasienky | Vladimír Weiss 22' (pen.) Anton Obložinský 53', 83'                             | Wedstrijdverslag |                                                                                 |
| Kwartfinale                                           | Go Ahead                                                                        | 3 – 1 (1 – 0)    | TJ Internacional Slovnaft Bratislava                                            |
| 9 november 1966 Plaats: Deventer Vetkampstraat        | Peter Ressel 23' Gerrie Kattestaart 63' Dick Schneider 67'                      | Wedstrijdverslag | 64' Titus Buberník                                                              |

## Statistieken Go Ahead 1966/1967

### Eindstand Go Ahead in de Nederlandse Eredivisie 1966 / 1967
| Stand | Gespeeld | Gewonnen | Gelijk | Verloren | Punten | Doelpunten voor | Doelpunten tegen |
| ----- | -------- | -------- | ------ | -------- | ------ | --------------- | ---------------- |
| 5e    | 34       | 17       | 6      | 11       | 40     | 57              | 37               |

### Topscorers
| #                    | Naam               | Goal |
| -------------------- | ------------------ | ---- |
| 1.                   | Wietse Veenstra    | 17   |
| 2.                   | Gerrie Kattestaart | 8    |
| 3.                   | Gerrit Niehaus     | 7    |
| 4.                   | Gerard Wüstefeld   | 6    |
| 5.                   | Jan Boekestein     | 3    |
| 5.                   | Peter Ressel       | 3    |
| 7.                   | Cor Adelaar        | 2    |
| 7.                   | Nico van Zoghel    | 2    |
| 9.                   | Oeki Hoekema       | 1    |
| 9.                   | Henk Kanselaar     | 1    |
| 9.                   | Dick Schneider     | 1    |
| 9.                   | Gerard Somer       | 1    |
| 9.                   | Pleun Strik        | 1    |
| Onbekende doelpunten |                    |      |
| –                    | Onbekend           | 4    |
| Totaal               | Totaal             | 57   |

| #              | Naam                | Goal |
| -------------- | ------------------- | ---- |
| 1.             | Jan Boekestein      | 1    |
| 1.             | Oeki Hoekema        | 1    |
| 1.             | Peter Ressel        | 1    |
| 1.             | Gerard Somer        | 1    |
| 1.             | Wietse Veenstra     | 1    |
| Eigen doelpunt |                     |      |
| –              | Piet Fransen (GVAV) | 1    |
| Totaal         | Totaal              | 6    |

| #      | Naam               | Goal |
| ------ | ------------------ | ---- |
| 1.     | Cor Adelaar        | 7    |
| 2.     | Jan Boekestein     | 3    |
| 2.     | Gerrit Niehaus     | 3    |
| 2.     | Wietse Veenstra    | 3    |
| 2.     | Gerard Wüstefeld   | 3    |
| 6.     | Peter Ressel       | 2    |
| 6.     | Dick Schneider     | 2    |
| 8.     | Gerrie Kattestaart | 1    |
| 8.     | Gerard Somer       | 1    |
| 8.     | Pleun Strik        | 1    |
| 8.     | Nico van Zoghel    | 1    |
| Totaal | Totaal             | 27   |

## Voetnoten
ADO ·
Ajax ·
DOS ·
DWS ·
Elinkwijk ·
Feijenoord ·
Fortuna '54 ·
Go Ahead ·
GVAV ·
MVV ·
NAC ·
PSV ·
Sittardia ·
Sparta ·
Telstar ·
FC Twente '65 ·
Willem II ·
Xerxes